# 18627 Rogerbonnet
18627 Rogerbonnet este o planetă minoră (asteroid) din centura de asteroizi. A fost descoperită pe 27 februarie 1998 la stazione osservativa di Asiago Cima Ekar⁠(d) de Maura Tombelli⁠(d). 
Obiectul prezintă o orbită caracterizată de o semiaxă mare de 2,3687142 UAi, o excentricitate de 0,07, o înclinație de 9,33195 ° în raport cu ecliptica.